# 佛瑞德·華德
佛瑞德里克·喬瑟夫·華德（英語：Frederick Joseph Ward，1942年12月30日—2022年5月8日），美國男演員和製片人，出演過多部知名電影，如《亞特蘭翠大逃亡》（1981年）、《九怒漢》（1981年）、《太空先鋒》（1983年）、《小迷糊的情淚》（1984年）、《御用殺手》（1985年）、《從地心竄出》（1990年）、《第三情》（1990年）、《超級大玩家》（1992年）和《銀色·性·男女》（1993年）。

## 早期生活
佛瑞德·喬瑟夫·華德出生於加利福尼亞州聖地牙哥。他是切羅基裔美國人。父親是經常被監禁的酒鬼，父母在他3歲時就分居。母親再婚，嫁給了一名在狂歡節工作的男人，一家人經常搬家。。在演戲之前，沃德在美國空軍待了三年。他也曾是一位拳擊手（鼻子曾被打斷三次），以及阿拉斯加州的樵夫、管理管員和短期廚師。在美國空軍服役後，他在紐約的赫伯特·伯格霍夫工作室學習表演。在羅馬期間，他將義大利電影配音成英語，並現身在新現實主義導演羅伯托·羅塞里尼的電影中。

## 個人生活
華德住在加利福尼亞州威尼斯。他於1960年代初與卡拉·埃文·史都華（Carla Evonne Stewart）成婚，在第二年以離婚告終。第二段婚姻是與西爾維婭·沃德（Silvia Ward）結婚，兩人育有一子迪亞哥（Django）。他們離婚後，華德於1995年與瑪麗-法蘭西·布瓦瑟（Marie-France Boisselle）結婚，並於2013年8月提出離婚，但當年晚些時候和解。
華德2022年5月8日去世，享壽79歲。家人拒絕說明原因。

## 外部連結
- 佛瑞德·華德在互联网电影资料库（IMDb）上的資料（英文）
- 佛瑞德·華德在豆瓣上的资料（简体中文）